# Arthur Attwell
Arthur Henry Attwell (* 5. August 1920; † 2. März 1991) war ein britischer anglikanischer Theologe. Er war von 1983 bis 1989 Bischof von Sodor und Man in der Church of England.
Attwell erwarb einen Abschluss als Bachelor of Arts und einen Bachelor of Divinity im Fach Theologie. Er wirkte von 1953 bis 1960 als Dean von Kimberley in der Provinz Nordkap in Südafrika. Am 28. Juni 1953 wurde er in der St Cyprian’s Cathedral in Kimberley offiziell in sein Amt eingeführt. Während Attwells Amtszeit wurde der Bau der St Cyprians Cathedral entscheidend vorangetrieben. 1954 wurde das Baumaterial für den Turm der Kathedrale bestellt. Im August 1959, kurz vor Ende von Attwells Amtszeit als Dean, wurde der Grundstein für den Turm gelegt. Anfang 1960 kehrte er nach Großbritannien zurück. Er war von 1960 bis 1972 „Rector“ (Pfarrer) an der St Michael’s Church in Workington und Archidiakon von Westmorland und Furness (Archdeacon of Westmorland and Furness). Attwells Witwe, Mrs Muriel Attwell, vermachte seine beachtliche, aus über 4000 Büchern bestehende theologische Bibliothek nach seinem Tod der St Michael’s Church. Die „Bishop Attwell Library“ befindet sich nach dem Wiederaufbau der Kirche im Nordschiff.
Von 1972 bis 1978 war er anschließend Residenzkanoniker (Canon Residentiary; Domherr) an der Carlisle Cathedral. Am 26. August 1983 wurde er, als Nachfolger von Vernon Nicholls, zum Bischof von Sodor und Man in der Church of England ernannt. Am 14. September 1983 wurde er zum Bischof geweiht. Als Bischof von Sodor und Man hatte Attwell einen „ex officio“-Sitz im Legislative Council der Isle of Man. 1989 ging er in den Ruhestand. Sein Nachfolger als Bischof von Sodor und Man wurde Noel Jones.
Er war außerdem Mitglied des Department of Education und des War Pensions Committee. Er war außerdem Mitglied des Manx Museum and National Trust auf der Isle of Man.
Attwell sprach sich u. a. gegen den Sonntagsverkauf und die Öffnung von Läden an Sonn- und Feiertagen aus. Im Tynwald sprach er zu Fragen der Erziehung und Kultur, u. a. zum Manx Museum und zu Fragen der Archäologie. 1983 wandte er sich in einer Debatte über das Manx Casino scharf gegen das staatlich lizenzierte Glücksspiel (Resolution for legislation to make casino laws permanent; TC vom 16. November 1983). 1985 forderte er, dass ein einziges Casino für die Isle of Man ausreichend sei (Casino Bill; LC vom 23. April 1985). Attwell war ein Gegner der Lotterie in Großbritannien; er erklärte, er verspüre kein gesteigertes Interesse, die staatliche Lotterie zu unterstützen, er sei jedoch bereit, dies zu akzeptieren. Er bevorzuge, statt einer Lotterie, staatliche Wohltätigkeitsbeihelfen (Resolution to approve Public Lottery Regulations 1984; TC vom 11. Dezember 1984). Er forderte auch die Bekämpfung illegaler Drogen (Resolution to adopt recommendations of Advisory Council of Drug Misuse; TC vom 22. Oktober 1985).